# Brânceni
Brânceni is een Roemeense gemeente in het district Teleorman.
Brânceni telt 3012 inwoners.